# Templo de Cástor y Pólux
El Templo de Cástor y Pólux (en italiano, Tempio dei Dioscuri) es un antiguo templo en el Foro Romano, Roma, Italia central. Fue originalmente construido como agradecimiento por la victoria en la batalla del lago Regilo (495 a. C.). Cástor y  Pólux (en griego, Polydeuces) eran los Dioscuros, los "gemelos" de Géminis, los dos hijos mellizos de Zeus (Júpiter) y Leda. Su culto llegó a Roma desde Grecia a través de la Magna Graecia y la cultura griega de la Italia meridional.

## Ubicación
El templo está limitado al oeste por el Vicus Tuscus que lo recorre y lo separa de la basílica Julia, y al este por la fuente de Juturna y el templo de Vesta. Frente al templo se extiende el Foro con el arco de Augusto a continuación y más allá del Templo de César. Detrás del templo de los Dioscuros se encuentra la biblioteca del templo de Augusto, ahora ocupada por la iglesia de Santa María Antigua.

## Función
Este templo es el símbolo del éxito militar del pueblo romano. Todos los 15 de julio, los caballeros romanos conmemoraban la victoria de la batalla del lago Regilo desfilando ante el templo de Cástor y Pólux durante la transvectio equitum.
En la época republicana el templo sirvió como lugar de reunión para el Senado romano, y desde mediados del siglo II a. C. el podio del templo sirvió con frecuencia como plataforma de oradores. Calígula, para exponerse entre los dioses gemelos hizo abrir en el fondo del templo un acceso al palacio imperial, declarando que así los Dioscuros serían sus porteros. Claudio hizo cerrar el pasadizo. Bajo el Imperio, el templo sirvió numerosas veces como lugar de reunión imperial·.
Fue también un centro económico de Roma, pues albergó la oficina de pesos y medidas, y fue un almacén de la tesorería estatal. Una «tabla de mediciones» (peso y longitud) se ubicó en el pronaos. Fue utilizado, en particular, por los comerciantes de la Summa Sacra Via. Los banqueros ocupaban los locales en torno al templo.
El espacio sagrado comprendía también la fuente de Juturna, o, según la tradición, el lugar donde Cástor y Pólux abrevaron sus caballos tras la batalla del lago Régilo.

## Historia

### Fundación mítica
El origen de este templo coincide con el nacimiento de la República romana. El último rey de Roma, Lucio Tarquinio el Soberbio, y sus aliados, los latinos, emprendieron la guerra a la incipiente república romana. Antes de la batalla, el dictador romano Aulo Postumio Albino hizo voto de consagrar un templo a Cástor y Pólux si la República salía victoriosa. 
Según la leyenda, Cástor y Pólux aparecieron en el campo de batalla como dos jinetes capaces, ayudando a los romanos. Y después de la batalla, se les vio abrevando sus caballos en la fuente de Juturna y anunciaron a los romanos la victoria alcanzada, desapareciendo luego; se les identificó con los Dioscuros. El templo se habría construido sobre el lugar de esa supuesta aparición.
Uno de los hijos de Postumio fue elegido duóviro para dedicar el templo el 15 de julio (los idus de julio) de 484 a. C.
Sin embargo Tito Livio se contradice con Dionisio de Halicarnaso, que menciona el voto de un templo dedicado a Ceres, Liber y Libera cuya ubicación exacta se desconoce, y por Ovidio que coloca a la consagración en el sexto día antes de las calendas (27 de enero).
Según la leyenda transmitida por Plutarco, los dos héroes habrían acudido a ayudar a las tropas romanas bajo la forma de caballeros sin miedo. El templo original habría sido construido en el emplazamiento en el que Cástor y Pólux hicieron beber agua a sus caballos en la fuente de Juturna, de regreso de la batalla, y anunció la victoria del pueblo romano sobre el último rey de la Roma antigua. 
La introducción del culto a Cástor y Pólux, probablemente, se hizo a través de los griegos que habitaban el sur de Italia. Pero el interés que los romanos desarrollaron por los caballos venía de los etruscos. Fue fundamental en la adopción de los Dioscuros, que están estrechamente relacionados con caballos.

### Antigüedad

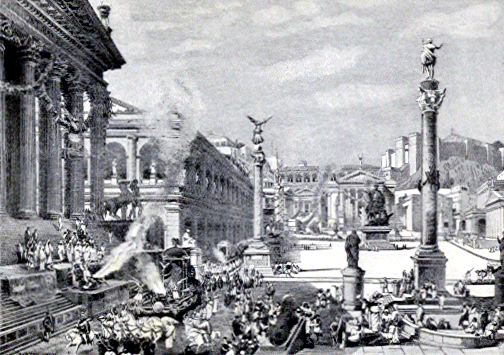
Foro Romano y Templo de Cástor y Pólux. Según recreación de 1896 Story of the Romans - Helene Guerber.

El templo arcaico fue completamente reconstruido y ampliado en 117 a. C. por el cónsul Lucio Cecilio Metelo Dalmático tras su victoria sobre los dálmatas que lo decoró con cuadros y estatuas. Gayo Verres, gobernador de Sicilia de nuevo restauró este segundo templo en el año 73 a. C..
El templo fue de nuevo restaurado en tiempos de Augusto, en el año 6 y luego, en el año 14 a. C., por Tiberio, el hijo de Livia de un matrimonio anterior e hijo adoptivo de Augusto y eventual heredero al trono. Un incendio arrasó buena parte del foro destruyendo el templo y por eso Tiberio lo reconstruyó junto con su hermano Druso. El templo de Tiberio fue dedicado en el año 6. Los restos aún visibles hoy son del templo de Tiberio, excepto el podio, que data del tiempo de Metelo. 
Según Edward Gibbon, el templo de Cástor sirvió como un lugar de encuentro secreto para el Senado romano. También Cicerón mencionó frecuentes encuentros del Senado. Se dijo que el senado fue instigado a la rebelión contra el emperador Maximino Tracio y en favor del futuro emperador Gordiano I en el templo de Cástor en 237.

### Edad Media
El templo fue probablemente ya arruinándose en el siglo IV, cuando un muro enfrente de la fuente de Juturna fue erigido con material reutilizado. No se sabe nada de su historia posterior excepto que en el siglo XV, sólo quedaban en pie tres columnas de su estructura original. La calle que corría a un lado del edificio se llamaba via Trium Columnarum.

### Edad Moderna
En 1760, los Conservatori, encontrando que las columnas estaban en un estado de inminente colapso, erigieron un andamio para realizar reparaciones. Tanto Piranesi como el joven arquitecto inglés George Dance el Joven fueron capaces de trepar y tomar medidas precisas; Dance tenía "un molde en yeso del mejor ejemplo del orden corintio quizás del mundo entero", como dijo a su padre.
El complejo del templo fue excavado y estudiado entre 1983 y 1989 por una misión arqueológica conjunta de las academias nórdicas de Roma liderada por Inge Nielsen y B. Poulsen.
Hoy en día el podio sobrevive sin el paramento, al igual que las tres columnas y un pedazo del entablamento, una de las características más famosas del Foro.

## Arquitectura
El templo se eleva sobre un pedestal de mampostería recubierto de toba y de travertino, de 49,5 metros de largo por 32 m de ancho, con escaleras a cada lado recubiertas de mármol. Tenía unos 7 metros de altura. Tras la restauración en época de Augusto, el templo era períptero (pórticos columnados en el perímetro exterior de la cella), octóstilo (ocho columnas en el frente) y con once columnas en los lados mayores de orden corintio. 
Había una sola cella pavimentada con mosaicos. Dentro de la cella dos filas de columnas cubren cada pared. Las ruinas actuales permiten ver parte del cimiento y tres columnas de 12,5 metros, que sostienen un fragmento del entablamento.
El edificio fue construido en opus caementicium y originalmente revestido con toba, que después fue retirada y reutilizada en otras construcciones. 
Se discute si le precedía una escalinata, así figura en la Forma Urbis de época de Septimio Severo, pero no se han hallado restos en las excavaciones, que han puesto de relieve dos escaleras laterales. Según una hipótesis, se debieron eliminar para emplazar una de las tres tribunas de oradores que había en el Foro Tria rostra.
Aunque dedicado a los Dioscuros, era más popularmente conocido como templo de Cástor. El templo guardaba las estatuas de Cástor y Pólux considerados como los guardianes de la libertad de Roma.

## Galería

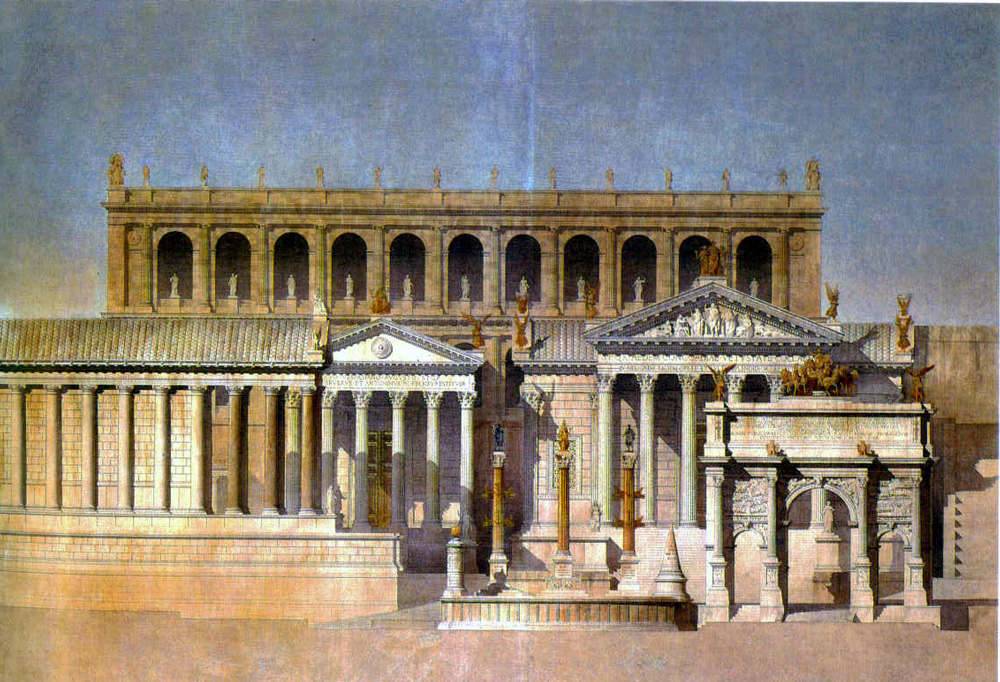
Representación de 1866 del Foro Romano.
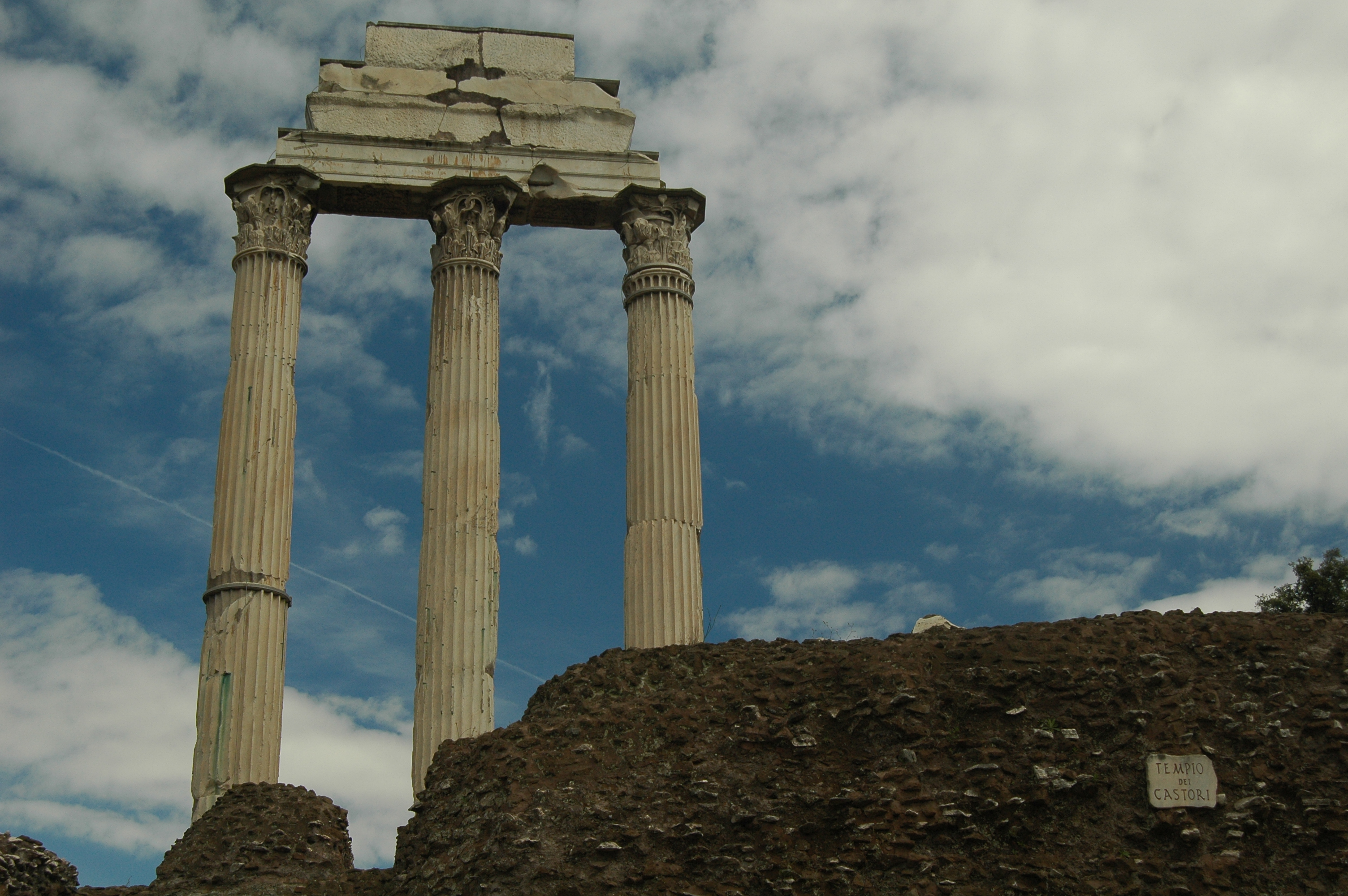
Vista de las tres columnas restantes del templo.
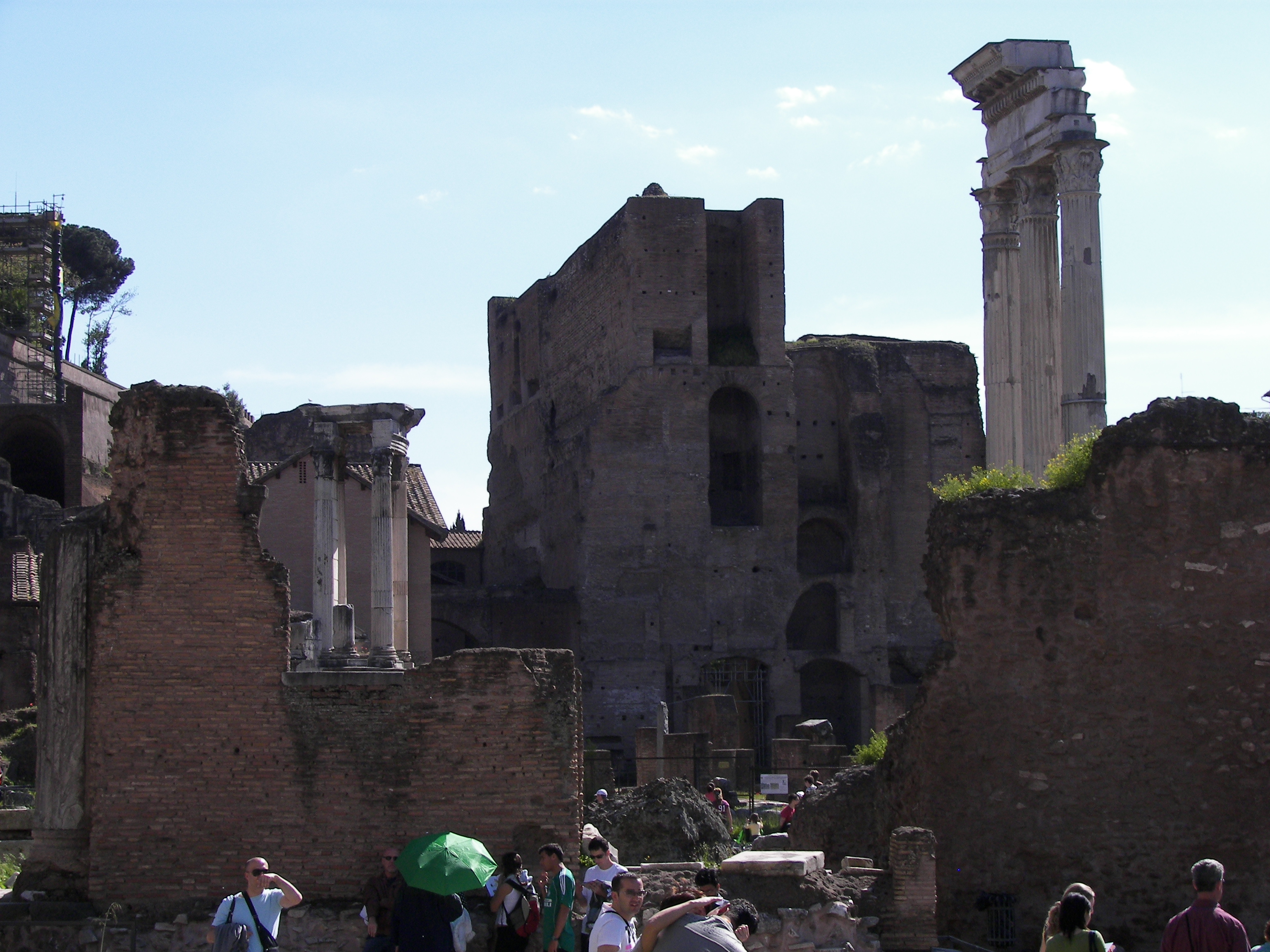
El templo de Cástor y Pólux  (derecha) con el templo de Vesta.